# Blue Brain
Cet article possède un paronyme, voir Le cerveau bleu.
Le projet Blue Brain (littéralement « cerveau bleu ») a pour objectif de créer un cerveau synthétique par processus de rétroingénierie. Fondé en mai 2005 à l'École polytechnique fédérale de Lausanne (EPFL) en Suisse, ce projet étudie l'architecture et les principes fonctionnels du cerveau. Il a été étendu, en 2013, au Human Brain Project (HBP), également dirigé par Henry Markram, mais financé principalement par l'UE. Le projet Blue Brain semble être au fondement d'un projet plus vaste, qui consiste à étudier le cerveau par des simulations de grande échelle (« Simulation Neuroscience »).

## Objectifs
En 2002, Henry Markram s'installe à l'EPFL ; en 2005, il convainc IBM de constituer une équipe internationale de 35 informaticiens, mathématiciens, biologistes et physiciens. En 2008, les chercheurs ont achevé la première étape du projet : ils sont parvenus à traduire sous forme de données mathématiques les propriétés biologiques d'un fragment de cerveau de rat ; ils ont modélisé 10 000 neurones virtuels connectés entre eux par 30 millions de synapses et quelques kilomètres de fibres.
Cette reconstitution virtuelle d'une colonne corticale, c'est-à-dire l'unité de base du cortex constituée de milliers de neurones, a permis d'identifier 240 types de neurones.

## Progrès, critiques et Human Brain Project
En 2013, Markram pensait que le premier cerveau virtuel de mammifère serait disponible vers 2018. « Chaque année, il y a 35 000 publications en neurosciences. Un chercheur ne peut en lire qu'une centaine : nous n'irons nulle part sans un modèle qui puisse intégrer toutes ces connaissances fragmentées. »
Ce projet, ainsi que le Human Brain Project qui en dérive, sont fortement critiqués pour diverses raisons, dont la stratégie scientifique adoptée et leur coût important. Lancé en 2013, le HBP devait affronter un certain nombre de critiques, s'appuyant entre autres sur l'absence d'éléments probants apportés par Blue Brain . Toutefois, en octobre 2015, l'équipe du Blue Brain Project a publié dans Cell un article décrivant une simulation d'un cerveau de rat, portant sur 30 000 neurones et 40 millions de synapses - ce qui n'a pas fait cesser les critiques sur l'irréalisme global du HBP .
En décembre 2018, des chercheurs du Blue Brain project annoncent la numérisation du premier atlas du cerveau d'une souris, intitulé «Cell Atlas», une simulation 3D, interactive et en constante évolution.

## Technologies

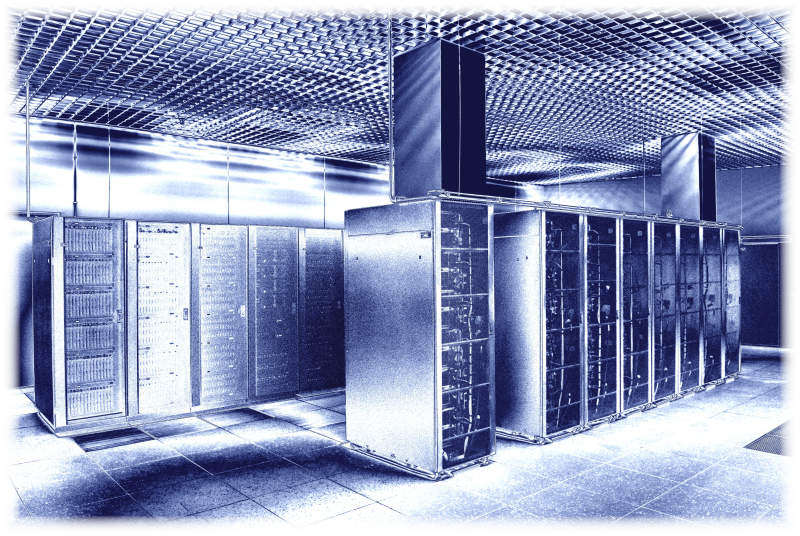
Des supercalculateurs sont nécessaires à la conduite du projet.

Le Blue Gene de Lausanne a 8 000 processeurs et effectue 22 800 milliards d'opérations par seconde (22,8 téraflops). La puissance de calcul de la prochaine génération de supercalculateurs atteindra un million de milliards d'opérations par seconde, sur 450 m2 et nécessitera une puissance électrique de 3 millions de watts pour un coût de 3 millions de dollars par an.

## Financements
Le projet a été d'abord financé par le gouvernement suisse et ensuite par des subventions et quelques donations de personnes privées. L'EPFL a acheté l'ordinateur Blue Gene d'IBM à prix réduit en raison de sa qualité de prototype. Pour avancer plus vite, IBM s'est engagé à fournir « à prix d'ami » quatre superordinateurs de plus en plus puissants sur dix ans.

## Limite
- La plasticité cérébrale n'est pas prise en compte par le modèle informatique.
- L'information traitée dans des zones spécialisées du cerveau : le projet fait l'impasse sur les aires cérébrales.

## Collaborateurs
Depuis 2015, Kathryn Hess collabore avec ce projet en utilisant la topologie algébrique pour étudier des problèmes de neurologie et de science des matériaux.